# 이흥실
이흥실(李興實, 1961년 5월 28일 ~ )은 대한민국의 전 축구 선수 및 지도자로 현역 시절 포항 스틸러스와 전북 버팔로 등에서 활약했으며 현재 대한축구협회 대회분과위원장으로 활동 중이다.

## 경력

### 선수 경력
1985년 2라운드 지명을 받아 포항제철 아톰즈에 입단하여 1992년까지 원 클럽 플레이어로 활약하였다. 1985년 시즌에 21경기에 출장해 10득점 2도움을 기록해 K리그 신인선수상을 수상했으며, 다음 시즌인 1985년 시즌에도 좋은 활약을 펼쳐 K리그의 이 년차 징크스를 깼다. 1986년 포항의 우승을 이끌며 K리그 MVP를 수상했고 K리그 베스트 11에만 5번이나 선정(1985, 1986, 1987, 1989, 1990년)되는 기염을 토했다. K리그 역사상 30-30 클럽을 최초로 달성한 주인공 역시 이흥실이었다.
이흥실은 또한 대한민국 축구 국가대표팀의 일원으로 활약했고, 이탈리아 월드컵에 출전하였다.
하지만, 1988년 10월 12일 교통사고 특례법 위반 혐의 때문에 포항경찰서로부터 구속영장이 신청된 것뿐만 아니라 FA 문제가 겹치면서 구단에서는 선수들의 권리를 제한했고, 이흥실은 끝까지 버텼지만 결국 1993년 1:8 트레이드를 통해 완산 푸마(1994년에 전북 버팔로로 팀명이 변경된다.)로 떠밀리듯 이적하게 됐다. 그 때 완산 푸마에 지명된 황선홍의 지명권을 포항제철 아톰즈에 트레이드하는 조건이었다. 완산 푸마 이적 후 대통령배 대회에만 1경기 출장한 후, 불과 3개월 만에 현역 은퇴를 선언하였다.

### 감독 경력
선수 은퇴 후 1993년부터 2005년까지 모교인 마산공업고등학교 축구부의 감독을 맡았다. 이후 2005년 7월 전북 현대 모터스의 수석 코치로 부임해 최강희 감독과 함께 공격적인 전술인 '닥공' 전술을 펼치며 팀을 이끌었다.
최강희 감독이 국가대표팀 감독으로 선임되어 전북 현대 모터스의 감독 자리가 공석이 되자 2012년 1월 5일 전북 현대 모터스의 감독 대행으로 선임되었다. 주전 선수들의 잦은 부상에도 불구하고 '닥공' 전술을 이어 가며 2012년 시즌을 2위로 마감했으나, 2011년 K리그 우승 팀 자격으로 참가한 2012년 AFC 챔피언스리그에서 조별 예선에서 탈락했고, 특히 광저우 헝다와의 홈 경기에서 1:5로 지는 등 부진한 모습을 보여 주었다. 결국 2012년 12월 12일 전북 현대 모터스의 감독 대행직에서 자진 사임했다. 사임한 후 영국으로 건너가 연수를 받았다. 2013 시즌 후 일리야 페트코비치의 후임으로 고향 팀 경남 FC의 감독으로 선임되었다는 이야기가 있었으나, 이차만이 페트코비치의 후임 감독으로 선임됐고 이흥실은 경남의 수석코치로 임명됐다.
2015년 안산 무궁화 FC의 감독으로 취임하였고, 2016년 팀의 K리그 챌린지 우승을 이끌었다.
2017시즌을 앞두고 안산 그리너스 FC의 초대 감독으로 취임하였다.
2018 시즌 성적 부진으로 사퇴했고, 이후 2019년 베트남 비엣텔 FC의 감독으로 부임했으나 구단과의 불화 등을 이유로 4개월만에 감독직에서 물러났다.
2019년 7월 대전 시티즌의 감독으로 부임하였으나, 시즌 마감 후 대전이 시민구단에서 기업구단으로 전환하는 과정에서 물러났다.

### 프런트 경력
2021년에 김천 상무 FC의 단장으로 선임되어 2022년까지 재임했다.

## 수상

### 선수
- K리그 영플레이어상 : 1985년
- K리그 MVP : 1986년
- K리그 도움왕 : 1989년

### 감독
안산 무궁화 FC
- K리그 챌린지 : 우승 (2016)